# Zdeněk Formánek (1969)
Zdeněk Formánek (* 22. února 1969 Chrudim) je bývalý český hokejový obránce, předseda klubu HC Chrudim.
Chrudimský rodák, v domácím klubu HC Chrudim působil od dětství s několika přestávkami (žákovské kategorie odehrál v Tesle Pardubice, v polovině 90. let hrál čtyři roky v Německu v klubech ESV Buchloe a MTV Diesen). Do mateřského klubu se vrátil v roce 1997 a jako kapitán vyhrál v letech 2000 a 2001 1. Východočeskou ligu a postoupil tak do 2. národní hokejové ligy. S chrudimským týmem skončil několikrát na 2. a 3. místě v Krajské hokejové lize Pardubického kraje. V roce 2015 ukončil hokejovou kariéru a stal se místopředsedou chrudimského hokejového klubu. V květnu 2024 byl zvolen jeho předsedou. Po konci jeho sportovní kariéry vyvěsil chrudimský klub u střechy svého stadionu dres s číslem devět a jménem Zdeněk Formánek, hned vedle dresu Petra Průchy.